# Le Langue-à-langue des chiens de roche
 (janvier 2021).
- Si vous ne connaissez pas le sujet, laissez ce bandeau (vous pouvez alors contacter les auteurs).
- Si vous supprimez le contenu mis en cause (vous pouvez préalablement contacter les auteurs),

argumentez précisément cette suppression dans la page de discussion
(un manque de référence n'est pas un argument ; une recherche réelle de référence doit avoir été effectuée, être formellement documentée).
Le langue-à-langue des chiens de roche est une pièce symboliste poétique écrite par Daniel Danis en 1998, dans le cadre du programme d’enseignement d'art dramatique du Conservatoire d'art dramatique de Montréal. 
Cinquième œuvre de l'auteur, elle a été reprise à Paris, à l’automne 1998, sous le titre La Langue des chiens de roche, pour une mise en chantier suivie de représentations publiques dirigées par Michel Didym.
Le 10 janvier 2001, la pièce, sous sa forme actuelle, a été montée par le Centre du Théâtre d'Aujourd'hui à Montréal, sous la direction de René Richard Cyr à la mise en scène. Elle a par la suite été de nouveau montée par Michel Didym, au Théâtre du Vieux-Colombier, en novembre 2001. Publiée par L'Arche à Paris en 2001, la pièce a ensuite été publiée au Québec en 2007, par Leméac éditeur, maison d’édition située à Montréal.

## La pièce

### Synopsis
Sur une île fictive du Fleuve Saint-Laurent, Djoukie, de descendance amérindienne, et Niki, deux adolescents en mal d’amour, s’éprennent l’un de l’autre.  Leur destin tragique se scelle lors du party rage organisé par Coyote, personnage à mi-chemin entre chimiste et chaman.  Au rythme de 32 vagues, Daniel Danis croise le mal-être de 9 personnages en quête d’amour et ponctue son texte de jappements, de grognements, de cris du cœur et de détresse.

### Personnages
- Djoukie, 15 ans. Fille de Joëlle, douée à l’école; elle cherche à connaître l’identité de son père biologique.
- Joëlle, 31 ans. « Gérante » du Gaz-O-Tee-Pee, mère de Djoukie, meilleure amie de Déesse.
- Déesse, 31 ans. Marraine de Djoukie, amie d’enfance de Joëlle, propriétaire du Gaz-O-Tee-Pee ; elle s’est amourachée de Coyote;
- Léo Simard, 67 ans. Père de Charles et Niki, propriétaire du chenil, veuf (Éva).
- Charles Simard, fils de Léo et Éva, 19 ans, en probation pour homicide involontaire ; il s’amourache de Murielle.
- Niki Simard, fils de Léo et Éva, frère de Charles, 15 ans ; il s’est amouraché de Djoukie.
- Simon, 35 ans. Ex-militaire, ami de Coyote, travaille à la Société pour la défense des animaux ; il s’amourache de Joëlle.
- Murielle, 17 ans, vierge ; elle s’amourache de Charles.
- Coyote, âge inconnu, instigateur des partys Rage, concocteur de liqueur aphrodisiaque, amouraché de Déesse.

### Les zones de l'île
Les neuf personnages gravitent autour de 10 zones de l'île :
- Le Gaz-O-Tee-Pee
- La cour des Simard
- La rive
- L’appartement de Simon
- Le sentier
- Le poste de surveillance de Charles
- La maison de Coyote
- La cour de Coyote
- La falaise
- La Pointe-aux-Roches

### Thématiques
Chaque personnage est en quête d'amour, d’une façon ou d’une autre. Qui pallie le manque par le sexe, qui en se vautrant dans de vieux souvenirs, qui en organisant des party rage, qui en se donnant au premier venu ou en se réconfortant avec des chiens.  
Déesse et Coyote consomment leur amour de façon presque ostentatoire, en tout lieux et en tout temps ; Simon et Joëlle, qui se toisent longuement avant de se donner une chance ; Charles et Murielle, qui forniquent derrière un buisson et tombent amoureux ; Léo, qui vit dans ses souvenirs et qui s’entoure de ses chiens pour se sentir moins seul, et il y a Djoukie et Niki, jeunes, qui s’éprennent l’un de l’autre, d’un amour sincère, simple, viscéral et tragique.  Roméo et Juliette des temps modernes, leur histoire en est une condamnée d’avance : leur destin est déjà scellé dès les premières vagues de la pièce.  
Solitude, violence, exil, mort et quête d'amour se côtoient sans nécessairement se résoudre et marquent le lecteur/spectateur avec son puissant Au secours d'amour !. (p. 77)

## Le contexte d'écriture
Dès 1970, on assiste à une réforme dans le théâtre au Québec : nouvelles formes, nouveaux langages, nouvelles esthétiques. La porte est ouverte à la création d’une nouvelle langue : Michel Tremblay introduit le joual comme langue théâtrale; puis c’est au tour de Claude Gauvreau , avec son langage exploréen.  Normand Chaurette, Michel Marc Bouchard et René-Daniel Dubois sont tous trois présents sur la scène théâtrale dans les années 1980, avec des pièces engagées, symbolistes, presque irréelles; leur succédera Daniel Danis, dans la lignée d’une dramaturgie ouverte, symboliste, poétique.

## Représentations

### Au Québec
- 1998 : Mise en scène de Claude Poissant : Conservatoire d'Art Dramatique de Montréal
- 2001 : Mise en scène de René Richard Cyr : Centre du Théâtre d'Aujourd'hui . Avec Catherine Bonneau, Pierre Collin, Normand D'Amour, Patrick Hivon, Marie-France Lambert, Jean-François Pichette, Dominique Quesnel, Sébastien Rajotte et Isabelle Roy.
- 2004 : Mise en scène Gill Champagne : Théâtre du Trident
  - Assistance à la mise en scène : Hélène Heault
  - Décor : Jean Hazel
  - Costumes : Jennifer Tremblay
  - Éclairages : Dnoyo Nishikawa
  - Musique : Gaetan Slouï
  - Maquillages : Lucie Larose.
  - Distribution : Yves Amyot (Simon), Marie-Josée Bastien (Joëlle), Pierre Gauvreau (Léo), Hugo Lamarre (Niki), Linda Laplante (Déesse), Éric Leblanc (Coyote), Christian Michaud (Charles), Klervi Thienpont Murielle) & Marjorie Vaillancourt (Djoukie).

### À l'international
- 2001 : Mise en scène de Michel Didym : Théâtre Ouvert / Théâtre du Vieux-Colombier

## Critique
Généralement bien reçues de la critique, les différentes mises en scène du Langue-à-langue des chiens de roche ont été comparées avec les productions précédentes des pièces de Danis.
La production de 2001 au Théâtre d’Aujourd’hui a bien été reçue par la critique : « À mon avis, il arrive avec Le Langue-à-langue… à un résultat nettement supérieur au précédent, grâce à une production rigoureuse et défendue par une solide distribution. » Luc Boulanger, pour le Voir.
Celle de 2004 au Trident aussi : « Par sa mise en scène sensible et efficace, Champagne parvient à mettre au jour les dynamiques porteuses du texte de celui qui se considère comme ni plus ni moins qu'un « scénographe de la parole » » bien que le jeu des comédiens ait été qualifié de «moins homogène».